# Athelia phycophila
Athelia phycophila är en svampart som beskrevs av Jülich 1972. Athelia phycophila ingår i släktet Athelia och familjen Atheliaceae.   Inga underarter finns listade i Catalogue of Life.